# John Landy
John Michael Landy AC CVO MBE (* 12. April 1930 in Melbourne, Victoria; † 24. Februar 2022 in Castlemaine, Victoria) war ein australischer Mittel- und Langstreckenläufer, der in den 1950er Jahren aktiv war. Er stellte einen Weltrekord im Meilenlauf auf und war damit nach Roger Bannister der zweite Mensch, der eine englische Meile (1609 m) in weniger als vier Minuten zurücklegte. Von 2001 bis 2006 war er Gouverneur des Bundesstaates Victoria.

## Biografie
Landy wuchs in Melbourne auf, wo er die im Stadtteil Malvern gelegene Memorial Grammar School besuchte. Anschließend verbrachte er einige Jahre in dem 75 km südwestlich von Melbourne gelegenen Geelong, bevor er nach Melbourne zurückkehrte, um Agrarwissenschaften zu studieren (Abschluss 1954). Noch während seines Studiums vertrat er Australien bei den Olympischen Spielen 1952 in Helsinki. Dort wurden für ihn über 1500 Meter und über 5000 Meter Zeiten von 3:57,0 min bzw. 14:56,4 min verzeichnet, mit denen er jedoch nicht in die Endläufe kam. Im selben Jahr hatte er bereits erstmals an Landesmeisterschaften teilgenommen und über 880 Yards sowie eine Meile jeweils Platz 2 (1:55,3 bzw. 4:13,8 min) belegt.
In den folgenden Jahren gewann er fünf Meistertitel:
- 1953: 800 m (1:53,6 min) und 1 Meile (4:04,2 min)
- 1954: 1 Meile (4:05,6 min)
- 1956: 1 Meile (4:04,2 min) und 3 Meilen (13:42,2 min)

Sein Erfolgsjahr war das Jahr 1954. Seine Versuche, in der frühen australischen Saison bereits die Meile unter 4 Minuten zu laufen, scheiterten, sodass Roger Bannister aus Furcht, gegenüber Landy zu spät zu kommen, schon am 6. Mai 1954 mit 3:59,4 min über die Meile in Oxford in einem speziell für ihn arrangierten Rennen als erster Läufer der Erde die Vier-Minuten-Schallmauer durchbrach. Landy löste ihn sechs Wochen später in Turku mit einer Leistung von 3:58,0 min als Weltrekordler ab. Da er zusätzlich an der 1500-Meter-Marke mit 3:41,8 min gestoppt worden war, gehörte zugleich auch der erst zwei Wochen alte Weltrekord des US-Amerikaners Wes Santee (3:42,8 min) der Vergangenheit an.

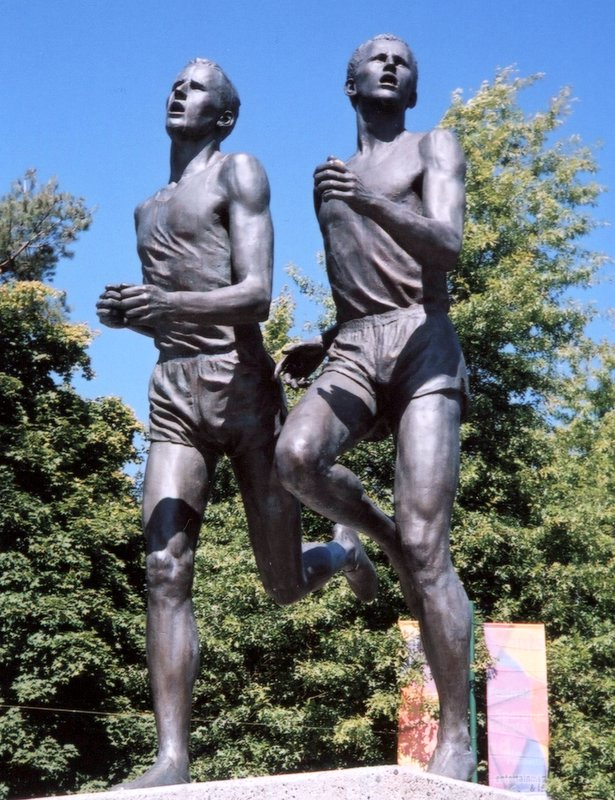
Bannister überholt Landy (rechts), Bronzestatue in Vancouver, Kreuzung East Hastings Street/Renfrew Street

Mit größter Spannung wurde das Duell Landy gegen Bannister bei den British Empire and Commonwealth Games in Vancouver erwartet. Millionen Sportfans, die das Ereignis in Radio und Fernsehen verfolgten, wurden im August 1954 Zeugen eines als „Jahrhundertrennen“ in die Geschichte eingegangenen Wettkampfs. Nur Bannister konnte Landy folgen, der sich schon in der ersten Runde an die Spitze gesetzt hatte. Den dramatischen Höhepunkt erreichte das Rennen, als in der letzten Kurve Landy über seine linke Schulter zurückblickte und Bannister gleichzeitig rechts an ihm vorbeizog. Der Brite siegte in 3:58,8 min, und Landy musste sich mit der Silbermedaille begnügen, obwohl er mit 3:59,6 min zum zweiten Mal in seinem Leben unter vier Minuten geblieben war.
Bei seiner zweiten Olympiateilnahme im 1500-Meter-Lauf der Spiele 1956 im heimatlichen Melbourne gewann Landy über 1500 Meter in 3:42,0 min hinter dem Iren Ron Delany (Gold in 3:41,2 min) und Klaus Richtzenhain aus der DDR (Silber in ebenfalls 3:42,0 min) die Bronzemedaille. Bei diesen Spielen wurde Landy auch die Ehre zuteil, den olympischen Eid im Namen aller Athleten abzulegen.
Berühmt wurde Landy jedoch vor allem aufgrund seiner sportlichen Fairness. Bei den Landesmeisterschaften 1956 im Melbourner Olympiapark stürzte Ron Clarke infolge einer Rempelei in der dritten Runde des Meilenrennens. Der daran unbeteiligte Landy stoppte, um ihm wieder auf die Beine zu helfen. Anschließend holte er das inzwischen weit enteilte Feld wieder ein, setzte sich an die Spitze und ging schließlich als Erster durchs Ziel (Clarke wurde Fünfter). Das Rennen zählt noch heute zu den Sternstunden der australischen Sportgeschichte.
John Landy erhielt mehrere Auszeichnungen:
- Member of the Order of the British Empire (1955)
- Companion of the Order of Australia (2001)
- Commander of the Royal Victorian Order (2006).

Landy arbeitete für die ICI (heute ORICA Ltd.), eine in der chemischen Industrie tätige Firma. Ferner verfasste er zwei naturwissenschaftliche Bücher und machte sich durch Vortragstätigkeiten einen Namen. Vom 1. Januar 2001 bis zum 7. April 2006 wirkte er als Gouverneur von Victoria.
Ab 1971 war er mit Lynne Landy verheiratet. Aus der Verbindung gingen zwei Kinder hervor. Landy starb im Februar 2022 im Alter von 91 Jahren.